# 查瓦尔兹
查瓦尔兹是伊朗的城市，位於該國南部札格羅斯山脈東南部，由法爾斯省負責管轄，距離首府設拉子約350公里，海拔高度486米，2006年人口2406。

## 外部連結
- Airports